# 라이어스
라이어스(Liars)는 2000년에 결성된 미국의 록 밴드이며, 현재 LA 출신의 앵거스 앤드루(보컬/기타)와 줄리언 그로스(드럼)로 구성되어 있다. 애런 햄필(타악기, 기타, 신디사이저)은 밴드 시작때부터 함께 해왔으며, 2017년 앨범부터 우호적인 관계속에서 밴드를 떠났다. 그들은 7장의 정규 앨범을 발매했고 뮤트 레코드와 계약중이다. 밴드 시작 이래로 구성과 장르를 바꿔온 그들은 일렉트로니카에 펑크 록 요소를 접목시켰다. 

## 디스코그래피
- They Threw Us All in a Trench and Stuck a Monument on Top ( T. Gern Blandsten, October 2001)
- They Were Wrong, So We Drowned (뮤트 레코드, February 2004)
- Drum's Not Dead (뮤트 레코드, February 2006)
- Liars (뮤트 레코드, August 2007)
- Sisterworld (뮤트 레코드, March 2010) UK #183
- WIXIW (뮤트 레코드, June 2012) UK #177 US #192
- Mess (뮤트 레코드, March 2014) UK #113 US #172
- TBA (뮤트 레코드, August 2017)